# Johann Georg Moser (Architekt)
Johann Georg Moser (* 15. Oktober 1761 in Eutin; † 6. März 1818 in Berlin) war ein deutscher Architekt und preußischer Baubeamter. 

## Leben
Moser wurde als Sohn des Hofbildhauers Johann Georg Moser und dessen zweiter Ehefrau Catharina Margarethe Packendorff in Eutin geboren, wo sein Vater als Bildhauer und Stuckateur am Eutiner Hof beschäftigt war. Aus der zweiten Ehe des Vaters stammten vier Töchter und vier Söhne, darunter der Bildhauer Jacob Friedrich (getauft am 22. April 1752 in Eutin) und Peter Rudolph (getauft am 19. November 1763 in Eutin). Auch der dritte Bruder lernte das Bildhauerhandwerk in der väterlichen Werkstatt, die sich im Wohnhaus des Vaters befand. Aus der ersten Ehe seines Vaters stammte Mosers Halbbruder August Friedrich Moser, der seinem Vater als Hofbildhauer in Eutin nachfolgte.
Über Mosers Ausbildung ist nichts bekannt. Spätestens 1785 trat er als Kondukteur in das Königliche Oberhofbauamt in Berlin ein und arbeitete unter der Leitung von Carl von Gontard und Georg Christian Unger, seinem späteren Schwiegervater. 
Bis 1788 hatte Moser die Bauleitung beim Bau des Rosenthaler Tors nach einem Entwurf Gontards, die erste Bauleitung lag bei Unger. 1788 wurde er zum Bauinspektor beim Oberhofbauamt ernannt, ab 1795 führte er den Titel Stadtbaurat, seit 1800 Oberbaurat. Von 1790 bis 1796 war Moser als Professor bei der Architektonischen Lehranstalt der Akademie der Künste tätig; in dieser Position wurde er von Heinrich Gentz abgelöst. 1796 entwarf Moser ein Baureglement für die Stadt Berlin. 
Gemeinsam mit Friedrich Gilly entwarf Moser 1799/1800 das Haus Lottum in der Behrenstraße 68 in Berlin, wobei die Fassadengestaltung überwiegend von Gilly, die Gestaltung der Innenräume von Moser ausgeführt wurde. Ebenfalls 1800 erfolgte unter Mosers Leitung die Vollendung der Erweiterungsbauten an der Alten Charité, die 1785 von Unger begonnen worden waren. 
Beim Bau des Nationaltheaters am Gendarmenmarkt nach dem Entwurf von Carl Gotthard Langhans hatte Moser 1800 bis 1802 die Bauleitung. 1804 reiste Moser nach Frankreich und Italien, wo er sich vier Wochen gemeinsam mit Karl Friedrich Schinkel in Rom aufhielt.
1810 war Moser als Direktor für die neu gegründete, aus dem Oberhofbauamt hervor gegangene Schlossbaukommission im Gespräch, dieses Amt erhielt allerdings Gentz. 1811 wurde er als Oberbaurat Mitglied der Regierungsbaukommission für Berlin, der er bis zu seinem Tod angehörte. In diese Zeit fallen Arbeiten an der Langen Brücke sowie ab 1816 die Bauleitung bei der Neuen Wache nach dem Entwurf von Schinkel. 
Johann Georg Moser war seit 1785 mit Johanna Margaretha Christiana Leitholdt (1767–1847) verheiratet, Tochter des königlich-preußischen Werkmeisters und zeitweiligen Besitzers von Klein-Glienicke Johann Georg Leitholdt (1728–1778) aus Bayreuth und der Johanna Elisabeth Rüdiger (1740–1814, in zweiter Ehe verheiratet mit dem aus Bayreuth stammenden Hofbaumeister Georg Christian Unger). Aus der Ehe gingen zwei Töchter und vier Söhne hervor, darunter der preußische Hauptmann und Garnisonsbaudirektor Johann Georg Carl Friedrich David von Moser (1786–1842; 1837 geadelt) sowie Carl August Wilhelm von Moser (1807–1869; 1861 geadelt), Premierleutnant, Herr auf Groß- und Klein-Ziethen und preußischer Ritterschaftsrat. Der Schriftsteller Gustav von Moser war sein Enkel.
Mosers Schwester Juliane Margarethe Moser (1768–1822) heiratete den Hauptmann Johann Carl Ferdinand Penne (1769–1812), die gemeinsame Tochter Caroline Auguste war die Mutter von Hermann von Helmholtz. 
Johann Georg Moser darf nicht mit dem ebenfalls bei der preußischen Bauverwaltung tätigen  Johann Friedrich Moser verwechselt werden.

## Werk
- 1785–1788: Bauleitung Rosenthaler Tor, Berlin (Entwurf Carl v. Gontard)
- 1799–1800: Haus Lottum, Behrenstraße 68, Berlin (gemeinsam mit Friedrich Gilly)
- 1800: Alte Charité, Berlin (1785 von Georg Christian Unger begonnen)
- 1800–1802: Bauleitung Nationaltheater am Gendarmenmarkt, Berlin (Entwurf  Carl Gotthard Langhans)
- 1816–1818: Ausbesserungsarbeiten an der Langen Brücke, Berlin
- 1816–1818: Bauleitung Neue Wache (Entwurf Karl Friedrich Schinkel)